# Alabama Thunderpussy
Az Alabama Thunderpussy egy amerikai heavy metal együttes volt 1996 és 2008 között. A heavy metalon kívül még a stoner rock és southern metal műfajokban játszottak.

## Története
A zenekart 1996-ban alapította Bryan Cox, Erik Larson és Asechiah Bogdan a virginiai Richmondban. Hozzájuk csatlakozott Bill Storms és Johnny Throckmorton is, ezzel beteljesült a felállás. Leszerződtek a Man's Ruin Records kiadóhoz, és első nagylemezüket náluk jelentették meg, 1998-ban, "Rise Again" címmel. Második albumuk egy évvel később, 1999-ben került piacra, "River City Revival" címmel. Ezt követte a 2000-es Constellation. Kiadtak ebben az évben egy split lemezt is a Halfway to Gone együttessel. Szintén a 2000-es év termése volt egy másik split lemez is az Orange Goblinnal. 2002-ben új lemezt adtak ki, "Staring at the Divine" címmel. Ez után Johnny Throckmorton kilépett az ATP-ból, az együttes pedig elhagyta a Man's Ruin kiadót, és leszerződött a Relapse Records-hoz. Új énekesüket is megtalálták, Johnny Weills személyében. Ő énekelt a zenekar 2004-es lemezén, a 2007-es, utolsó album idejére viszont ő is kilépett az együttesből. A 2007-es "Open Fire" albumon már Kyle Thomas énekelt. Az Alabama Thunderpussy 2008-ban feloszlott.

## Tagjai
- Kyle Thomas - ének
- Erik Larson - gitár
- Ryan Lake - gitár
- Mikey Bryant - basszusgitár
- Bryan Cox - dob

## Korábbi tagok
- Johnny Throckmorton - ének (1996-2002)
- Johnny Weills - ének
- Asechiah Bogdan - gitár
- Sam Krivanec - basszusgitár
- John Peters - basszusgitár
- E.T. Schneider - basszusgitár
- Bill Storms - basszusgitár
- Bill Rose - basszusgitár

## Diszkográfia
- Rise Again (1998)
- River City Revival (1999)
- Constellation (2000)
- Staring at the Divine (2002)
- Fulton Hill (2004)
- Open Fire (2007)

## Egyéb kiadványok
Split lemezek
- Alabama Thunderpussy/Halfway to Gone (2000)
- Orange Goblin/Alabama Thunderpussy (2000)

Közreműködések
- Right in the Nuts: A Tribute to Aerosmith (2000)
- Sucking the 70s (stoner rock előadók válogatáslemeze, 2002)
- Sucking the 70s - Back in the Saddle Again (az előző lemez folytatása, 2006)
- For the Sick (Eyehategod tribute album, 2007)
- On Your Knees: The Tribute to Judas Priest (2007)